# Halvard Hoff
Halvard Hoff (Gjøvik, 4 ottobre 1884 – 11 gennaio 1925) è stato un attore e cantante norvegese.

## Biografia
Figlio di Hans Christian Hansen e di Petrine Hansen, Hoff debuttò nella compagnia teatrale di Ludovica Levy nel 1907 nel ruolo di Bratt in Over Ævne di Bjørnstjerne Bjørnson.
Dopo una breve apparizione al Nationaltheatret di Oslo nel 1908 come attore ospite in L'anitra selvatica di Ibsen, Hoff passò a lavorare presso il Fahlströms teater, il Den Nationale Scene di Bergen e il Trøndelag Teater di Trondheim.
Ingaggiato nel 1916 al Nationaltheatret vi debuttò nel ruolo di Johan Tønnesen nell'ibseniano I pilastri della società, per poi ricoprire diversi ruoli minori in opere classiche, ad esempio in Halte-Hulda di Bjørnson, nel Peer Gynt di Ibsen ed in Medea di Euripide.
L'ultimo allestimento al quale partecipò al Nationaltheatret, nel 1924, fu la prima rappresentazione di Reisen til Julestjernen di Sverre Brandt, nel quale interpretava il re. Attorno al 1920 prese parte a due fra i primi film muti di Carl Theodor Dreyer.

## Filmografia
- Præsidenten, regia di Carl Theodor Dreyer (1919)
- Pagine dal libro di Satana (Blade af Satans bog), regia di Carl Theodor Dreyer (1921)